# Leungo Scotch
Leungo Scotch (né le 28 février 1996) est un athlète botswanais, spécialiste des épreuves de  sprint.

## Biographie
Leungo Scotch est médaillé d'or sur 4 × 400 m lors des championnats d'Afrique juniors 2015.
Il remporte deux titres lors des Jeux africains de 2019 à Rabat au Maroc : sur 400 m en s'imposant dans le temps de 45 s 27 (nouveau record personnel), devant le Sud-africain Thapelo Phora, et au titre du relais 4 × 400 mètres en compagnie de ses compatriotes Zibane Ngozi, Onkabetse Nkobolo et Baboloki Thebe. Il participe aux championnats du monde de Doha et atteint les demi-finales de l'épreuve 400 m en battant son record personnel en 45 s 00, mais ne se qualifie pas pour la finale. Sur 4 × 400 m, l'équipe du Botswana est disqualifiée en séries.
Lors des relais mondiaux 2021, à Chorzów, Leungo Scotch remporte la médaille de bronze du relais 4 × 400 m avec l'équipe du  Botswana, devancé par les Pays-Bas et le Japon.
Il atteint les demi-finales du 400 m des Jeux olympiques de 2020.

## Palmarès
| Date | Compétition                    | Lieu         | Résultat | Épreuve         | Temps                    |
| ---- | ------------------------------ | ------------ | -------- | --------------- | ------------------------ |
| 2015 | Championnats d'Afrique juniors | Addis-Abeba  | 1er      | 4 × 400 m       | 3 min 11 s 00            |
| 2015 | Championnats d'Afrique juniors | Addis-Abeba  | 2e       | 4 × 100 m       | 40 s 95                  |
| 2019 | Jeux africains                 | Rabat        | 1er      | 400 m           | 45 s 27                  |
| 2019 | Jeux africains                 | Rabat        | 1er      | 4 × 400 m       | 3 min 2 s 55             |
| 2021 | Relais mondiaux                | Chorzów      | 3e       | 4 × 400 m       | 3 min 4 s 77             |
| 2022 | Championnats d'Afrique         | Saint-Pierre | 5e       | 400 m           | 46 s 14                  |
| 2022 | Championnats d'Afrique         | Saint-Pierre | 1er      | 4 × 400 m       | 3 min 4 s 27             |
| 2022 | Jeux du Commonwealth           | Birmingham   | 2e       | 4 x 400 m       | 3 min 1 s 85             |
| 2024 | Jeux africains                 | Accra        | 2e       | 4 × 400 m       | 2 min 59 s 32            |
| 2024 | Jeux africains                 | Accra        | 2e       | 4 × 400 m mixte | Participation aux séries |
| 2024 | Relais mondiaux                | Nassau       | 1er      | 4 × 400 m       | 2 min 59 s 11            |
| 2024 | Championnats d'Afrique         | Douala       | 3e       | 4 × 400 m mixte | 3 min 15 s 93            |
| 2024 | Championnats d'Afrique         | Douala       | 1er      | 4 × 400 m       | 3 min 2 s 23             |

## Records
| Épreuve | Temps   | Lieu    | Date          |
| ------- | ------- | ------- | ------------- |
| 400 m   | 44 s 54 | Nairobi | 20 avril 2024 |